# 曾家坪子站
曾家坪子站位于云南省昭通市大关县天星镇打瓦村曾家坪子，为内昆铁路线上的一个四等车站。

## 事故
六盘水方向为曾家坪子2号隧道（全长2477米）和曾家坪子1号隧道（全长2560米）。2013年8月25日大关至曾家坪子间发生山体溜坍，导致内昆铁路行车中断。

## 业务办理
不办理货运业务。

## 历史
建于1971年。

## 连接路线
1. ↑  .   [2021-08-21]. 原始内容存档于2021-08-21.